# Lucio Ramio
Lucio Ramio (en latín, Lucius Rammius) fue un aristócrata del siglo II a. C. de la antigua Brundisium, anfitrión ciudadano de los legados romanos y embajadores extranjeros. Perseo de Macedonia trató de persuadirlo para que envenenase a una legación romana, pero Ramio denunció el hecho ante el legado, Cayo Valerio, y el Senado de Roma. El propio rey macedonio, en una embajada enviada después, negó la veracidad de tal acusación.